# Comuna de Lubomierz
Lubomierz (polaco: Gmina Lubomierz) é uma gminy (comuna) na Polónia, na voivodia de Baixa Silésia e no condado de Lwówecki. A sede do condado é a cidade de Lubomierz.
De acordo com os censos de 2004, a comuna tem 5949 habitantes, com uma densidade 45,6 hab/km².

## Área
Estende-se por uma área de 130,39 km², incluindo:
- área agricola: 68%
- área florestal: 23%

## Demografia
Dados de 30 de Junho 2004:
|                      | Total   | Total | Mulheres | Mulheres | Homens  | Homens |
| -------------------- | ------- | ----- | -------- | -------- | ------- | ------ |
|                      | pessoas | %     | pessoas  | %        | pessoas | %      |
| População            | 5949    | 100   | 2985     | 50,2     | 2964    | 49,8   |
| Densidade (pop./km²) | 45,6    | 100   | 22,9     | 22,9     | 22,7    | 22,7   |

De acordo com dados de 2002, o rendimento médio per capita ascendia a 1301,11 zł.

## Comunas vizinhas
- Gryfów Śląski, Lwówek Śląski, Mirsk, Stara Kamienica, Wleń